# Gisara
Gisara is een geslacht van vlinders van de familie tandvlinders (Notodontidae).

## Soorten
- G. albolimbata Dognin, 1909
- G. ambigua Dyar, 1908
- G. brauni Schaus, 1928
- G. brewsteri Schaus, 1928
- G. ionia Druce, 1900
- G. metcalfi Schaus, 1928
- G. meyeri Schaus, 1928
- G. procne Schaus, 1892
- G. subrutila Dognin, 1908